# Fernand L'Huillier
Fernand L'Huillier (1905-1997) fou un historiador francès, especialitzat en història contemporània d'Alsàcia i en les relacions franco-alemanyes.

## Obres
- Crise franco-allemande de 1859-1860 la etude historique (1955)
- Fondements historiques des problemes du proche-orient (1958)
- Histoire de l'Alsace (1965)
- Libération de l'Alsace (1975)
- L'Alsace en 1870-1871 (1995)
- Dialogues franco-allemands, 1925-1933 (1995)